# Port Louis
Port Louis (fr. Port-Louis, kr. Porlwi, wymowaⓘ) – stolica Mauritiusa, licząca 156 720 mieszkańców (2010). Port nad Oceanem Indyjskim i największe miasto kraju. Gospodarka jest zdominowana przez port i handel zagraniczny. Produkcja odzieży, przemysł chemiczny (środki farmaceutyczne).

## Turystyka
Turystyka jest ważnym źródłem dochodu. W 1996 roku otwarto tu kompleks handlowo-usługowo-rozrywkowy Caudan Waterfront na nabrzeżu Marina Quay, głównie dla obsługi turystów odwiedzających miasto. Jego częścią jest otwarte w 2001 roku Blue Penny Museum.
Warto odwiedzić Bibliotekę Narodową Republiki Mauritiusu która w zbiorach posiada kolekcję materiałów związanych z historią Mauritiusa, w tym rękopisy, książki, gazety, czasopisma, partytury, fotografie, mapy i rysunki. 

## Historia
Port Louis był założony w 1735 przez Francuzów. Miastu nadano nazwę na cześć panującego władcy, Ludwika XV. Obecnie większość mieszkańców to potomkowie robotników, którzy imigrowali z Indii w XIX wieku.
Nad miastem dominuje cytadela. Istnieje też instytut do badań flory i fauny wyspy.
Zabytkowy kompleks budynków Aapravasi Ghat znajduje się na liście światowego dziedzictwa UNESCO

## Miasta partnerskie
- Alexandria[2]
- Antsiranana
- Dakar
- Doha
- Foshan
- Karachi
- La Possession
- Lamentin
- Maputo
- Port Mathurin
- Pretoria
- Saint-Malo